# Конкакафов златни куп 2000.
Конкакафов златни куп 2000. је било пето издање Златног купа, фудбалског шампионата Северне Америке, Централне Америке и Кариба (KОНKАKАФ) и укупно 15. турнир Конкакафа. Одржан је у Лос Анђелесу, Мајамију и Сан Дијегу у Сједињеним Државама. Формат турнира је промењен од 1998. године, проширен је на дванаест тимова, подељених у четири групе по три. Две најбоље екипе у свакој групи пласирале би се у четвртфинале. Из Конмебола су позвани Перу и Колумбија, а из АФКа Република Кореја.
С обзиром да су све три утакмице у Групи Д завршиле нерешено и да је Канада била изједначена са Републиком Корејом у сваком тајбрејку, коришћено је бацање новчића. Канада је победила и пласирала се у четвртфинале. Освојили су своју прву и до сада једину титулу Златног купа. У четвртфиналу, Канада је победила браниоца титуле Мексико у продужецима златним голом 2 : 1. Савладали су Тринидад и Тобаго у полуфиналу са 1 : 0 након што је Крег Форест одбранио пенал у првом полувремену. Канада је оверила титулу шампиона Конкакафа победом у финалу надмашила Колумбију са 2 : 0.
Овај турнир је обележен чињеницом да је ово први пут да је нека друга држава, поред САД и Мексика, освојила Златни куп Конкакафа и први пут у историји турнира да ни Сједињене Државе ни Мексико нису ушли у финале.

## Учесници финала
| Репрезентација                                                  | Квалификација        | Наступи              | Задњи наступ         | Најбољи резултат             | Фифина ранг-листа    |
| Северноамеричка зона                                            | Северноамеричка зона | Северноамеричка зона | Северноамеричка зона | Северноамеричка зона         | Северноамеричка зона |
| --------------------------------------------------------------- | -------------------- | -------------------- | -------------------- | ---------------------------- | -------------------- |
| Мексико (ТХ)                                                    | Аутоматски           | 5.                   | 1998.                | Шампиони (1993.,1996,1998)   | 10.                  |
| Сједињене Државе                                                | Аутоматски           | 5.                   | 1998.                | Шампиони (1991.)             | 22.                  |
| Канада                                                          | Плеј−оф              | 4.                   | 1996.                | Групна фаза (1991,1993,1996) | 80.                  |
| Карипска зона квалификован преко 1998. и 1999. Купа Кариба      |                      |                      |                      |                              |                      |
| Јамајка                                                         | 1998. победник       | 4.                   | 1998.                | Треће место (1993)           | 41.                  |
| Тринидад и Тобаго                                               | 1999. победник       | 4.                   | 1998.                | Групна фаза (1991,1996,1998) | 45.                  |
| Хаити                                                           | Плеј−оф              | 1.                   | Нема                 | Деби                         | 77.                  |
| Централноамеричка зона квалификован преко ЦКФК куп нација 1999. |                      |                      |                      |                              |                      |
| Костарика                                                       | Победник             | 4.                   | 1998.                | Треће место (1993)           | 64                   |
| Гватемала                                                       | Други                | 4.                   | 1998.                | Четврто место 1996.          | 73.                  |
| Хондурас                                                        | Треће место          | 5.                   | 1998.                | Други (1991)                 | 71.                  |
| Остали                                                          |                      |                      |                      |                              |                      |
| Колумбија                                                       | Позив                | 1.                   | Нема                 | Деби                         | 24.                  |
| Перу                                                            | Позив                | 1.                   | Нема                 | Деби                         | 42.                  |
| Јужна Кореја                                                    | Позив                | 1.                   | Нема                 | Деби                         | 52.                  |

### Квалификациони плеј−оф
Квалификационо такмичење је одржано у Сједињеним Државама октобра 1999. године. У плеј-офу су се такмичила следећа четири тима:
- Канада, као најниже рангирани члан Северноамеричке зоне
- Хаити, као трећепласирани тим у Куп Кариба 1998.
- Куба, као другопласирани у Куп Кариба 1999.
- Салвадор, као четвртопласирани тим у ЦКФК куп нација 1999..

| Репрезентација | Ута. | Поб. | Нер. | Изг. | ГД | ГП | ГР | Бод. |
| -------------- | ---- | ---- | ---- | ---- | -- | -- | -- | ---- |
| Канада         | 3    | 2    | 1    | 0    | 4  | 2  | +2 | 7    |
| Хаити          | 3    | 1    | 1    | 1    | 3  | 3  | 0  | 4    |
| Куба           | 3    | 1    | 1    | 1    | 3  | 2  | +1 | 4    |
| Салвадор       | 3    | 0    | 1    | 2    | 3  | 6  | –3 | 1    |

| Канада | 0 : 0    | Куба |
| ------ | -------- | ---- |
|        | Извештај |      |

| Салвадор         | 1 : 1    | Хаити               |
| ---------------- | -------- | ------------------- |
| Елијас Монтес 3’ | Извештај | Џони Десколинес 80’ |

| Куба | 0 : 1    | Хаити               |
| ---- | -------- | ------------------- |
|      | Извештај | Џони Десколинес 75’ |

| Канада                             | 2 : 1    | Салвадор                                            |
| ---------------------------------- | -------- | --------------------------------------------------- |
| Карло Коразин 9’ · Карл Флечер 59’ | Извештај | Раул Дијаз Арс 47’ (пен.) · Маурисио Сиенфуегос 38’ |

| Канада                | 2 : 1    | Хаити                                       |
| --------------------- | -------- | ------------------------------------------- |
| Карло Коразин 9’, 43’ | Извештај | Џони Десколинес 48’ · Крисмонор Телусма 75’ |

| Куба                                                       | 3 : 1    | Салвадор                  |
| ---------------------------------------------------------- | -------- | ------------------------- |
| Мануел Бобадиља 43’ · Сергеи Прадо 75’ · Андрес Ролдан 90’ | Извештај | Раул Дијаз Арс 63’ (пен.) |

## Стадиони
| Лос Анђелес       | Сан Дијего        | Мајами            |
| ----------------- | ----------------- | ----------------- |
| Мемориал колосеум | Сан Дијего        | Оранџ боул        |
| Капацитет: 93.607 | Капацитет: 70.561 | Капацитет: 74.476 |
|                   |                   |                   |

## Састави
Од свих дванаест репрезентација које су учествовале на турниру се тражило да региструју тим од 18 играча, само играчи који су се налазили на списку су имали право да учествују на турниру

## Групна фаза

### Група А
| Pos | Тим       | О | П | Н | И | ГД | ГП | ГР | Бод. | Qualification         |
| --- | --------- | - | - | - | - | -- | -- | -- | ---- | --------------------- |
| 1   | Хондурас  | 2 | 2 | 0 | 0 | 4  | 0  | +4 | 6    | Кв. се за Нокаут фазу |
| 2   | Колумбија | 2 | 1 | 0 | 1 | 1  | 2  | −1 | 3    | Кв. се за Нокаут фазу |
| 3   | Јамајка   | 2 | 0 | 0 | 2 | 0  | 3  | −3 | 0    |                       |

| Колумбија            | 1 : 0    | Јамајка |
| -------------------- | -------- | ------- |
| Гонзало Мартинез 15’ | Извештај |         |

| Јамајка | 0 : 2    | Хондурас                                      |
| ------- | -------- | --------------------------------------------- |
|         | Извештај | Карлос Павон 51’ (пен.) · Самуел Кабаљеро 84’ |

| Хондурас                            | 2 : 0    | Колумбија |
| ----------------------------------- | -------- | --------- |
| Карлос Павон 71’ · Милтон Нуњез 78’ | Извештај |           |

### Група Б
| Pos | Тим              | О | П | Н | И | ГД | ГП | ГР | Бод. | Qualification         |
| --- | ---------------- | - | - | - | - | -- | -- | -- | ---- | --------------------- |
| 1   | Сједињене Државе | 2 | 2 | 0 | 0 | 4  | 0  | +4 | 6    | Кв. се за Нокаут фазу |
| 2   | Перу             | 2 | 0 | 1 | 1 | 1  | 2  | −1 | 1    | Кв. се за Нокаут фазу |
| 3   | Хаити            | 2 | 0 | 1 | 1 | 1  | 4  | −3 | 1    |                       |

| Сједињене Државе                                        | 3 : 0    | Хаити |
| ------------------------------------------------------- | -------- | ----- |
| Кировски 18’ · Ерик Вајналда 55’ (пен.) · Коби Џонс 89’ | Извештај |       |

| Хаити              | 1 : 1    | Перу              |
| ------------------ | -------- | ----------------- |
| Себастиен Ворб 61’ | Извештај | Исраел Зуњига 69’ |

| Перу | 0 : 1    | Сједињене Државе |
| ---- | -------- | ---------------- |
|      | Извештај | Коби Џонс 59’    |

### Група Ц
| Pos | Тим               | О | П | Н | И | ГД | ГП | ГР | Бод. | Qualification         |
| --- | ----------------- | - | - | - | - | -- | -- | -- | ---- | --------------------- |
| 1   | Мексико           | 2 | 1 | 1 | 0 | 5  | 1  | +4 | 4    | Кв. се за Нокаут фазу |
| 2   | Тринидад и Тобаго | 2 | 1 | 0 | 1 | 4  | 6  | −2 | 3    | Кв. се за Нокаут фазу |
| 3   | Гватемала         | 2 | 0 | 1 | 1 | 3  | 5  | −2 | 1    |                       |

| Мексико                                                                                   | 4 : 0    | Тринидад и Тобаго |
| ----------------------------------------------------------------------------------------- | -------- | ----------------- |
| Рафаел Маркез 36’ · Луис Ернандез 52’ · Шурланд Давид 75’ (аг.) · Франсиско Паленсија 85’ | Извештај |                   |

| Тринидад и Тобаго                                                          | 4 : 2    | Гватемала                                    |
| -------------------------------------------------------------------------- | -------- | -------------------------------------------- |
| Расел Латапи 26’ · Арнолд Дварика 36’ · Дејвид Накхид 52’ · Двајт Јорк 83’ | Извештај | Хуан Карлос Плата 30’ · Гиљермоп Рамирез 47’ |

| Гватемала        | 1 : 1    | Мексико         |
| ---------------- | -------- | --------------- |
| Ерик Миранда 28’ | Извештај | Емилио Мора 26’ |

### Група Д
| Pos | Тим          | О | П | Н | И | ГД | ГП | ГР | Бод. | Qualification         |
| --- | ------------ | - | - | - | - | -- | -- | -- | ---- | --------------------- |
| 1   | Костарика    | 2 | 0 | 2 | 0 | 4  | 4  | 0  | 2    | Кв. се за Нокаут фазу |
| 2   | Канада       | 2 | 0 | 2 | 0 | 2  | 2  | 0  | 2    | Кв. се за Нокаут фазу |
| 3   | Јужна Кореја | 2 | 0 | 2 | 0 | 2  | 2  | 0  | 2    |                       |

Напомена: Канада и Јужна Кореја захтевале су бацање новчића као последње решење за тај-брејк.
| Костарика                         | 2 : 2    | Канада                        |
| --------------------------------- | -------- | ----------------------------- |
| Џафет Сото 11’ · Харолд Валас 54’ | Извештај | Карло Коразин 19’ (пен.), 57’ |

| Канада | 0 : 0    | Јужна Кореја |
| ------ | -------- | ------------ |
|        | Извештај |              |

| Јужна Кореја                      | 2 : 2    | Костарика                            |
| --------------------------------- | -------- | ------------------------------------ |
| Ли Донг-гок 14’ · Ли Мин-сунг 75’ | Извештај | Пауло Ванчоп 66’ · Ернан Медфорф 85’ |

## Нокаут фаза
|  | Четвртфинале             | Четвртфинале              |                           |   | Полуфинале | Полуфинале |  |  | Финале | Финале |
|  |                          |                           |                           |   |            |            |  |  |        |        |
|  | 19. фебруар - Мајами     |                           |                           |   |            |            |  |  |        |        |
|  |                          |                           |                           |   |            |            |  |  |        |        |
|  | Сједињене Државе         | 2 (1)                     |                           |   |            |            |  |  |        |        |
|  | Сједињене Државе         | 2 (1)                     | 23. фебруар - Сан Дијего  |   |            |            |  |  |        |        |
|  | Колумбија                | 2 (2)                     |                           |   |            |            |  |  |        |        |
|  | Колумбија                | 2 (2)                     | Колумбија                 | 2 |            |            |  |  |        |        |
|  | 19. фебруар - Мајами     |                           | Колумбија                 | 2 |            |            |  |  |        |        |
|  |                          | Перу                      | 1                         |   |            |            |  |  |        |        |
|  | Хондурас                 | Перу                      | 1                         | 3 |            |            |  |  |        |        |
|  | Хондурас                 |                           | 27. фебруар - Лос Анђелес | 3 |            |            |  |  |        |        |
|  | Перу                     | 5                         |                           |   |            |            |  |  |        |        |
|  | Перу                     | 5                         | Колумбија                 | 0 |            |            |  |  |        |        |
|  | 20. фебруар - Сан Дијего |                           | Колумбија                 | 0 |            |            |  |  |        |        |
|  |                          | Канада                    | 2                         |   |            |            |  |  |        |        |
|  | Костарика                | Канада                    | 2                         | 1 |            |            |  |  |        |        |
|  | Костарика                | 24. фебруар - Лос Анђелес |                           | 1 |            |            |  |  |        |        |
|  | Тринидад и Тобаго        | 2                         |                           |   |            |            |  |  |        |        |
|  | Тринидад и Тобаго        | 2                         | Тринидад и Тобаго         | 0 |            |            |  |  |        |        |
|  | 20. фебруар - Сан Дијего |                           | Тринидад и Тобаго         | 0 |            |            |  |  |        |        |
|  |                          | Канада                    | 1                         |   |            |            |  |  |        |        |
|  | Мексико                  | Канада                    | 1                         | 1 |            |            |  |  |        |        |
|  | Мексико                  |                           |                           | 1 |            |            |  |  |        |        |
|  | Канада                   | 2                         |                           |   |            |            |  |  |        |        |
|  | Канада                   | 2                         |                           |   |            |            |  |  |        |        |

### Четвртфинале
| Сједињене Државе                                                 | 2 : 2 (п. с. н.) | Колумбија                                                            |
| ---------------------------------------------------------------- | ---------------- | -------------------------------------------------------------------- |
| Брајан Мекбрајд 20’ · Крис Армас 51’                             | Извештај         | Фаустино Асприља 24’ · Херардо Бедоја 81’                            |
| Пенали                                                           |                  |                                                                      |
| Ерик Виналда · Клаудио Рејна · Еди Луис · Крис Армас · Бен Олмес | 1 : 2            | Џон Вилмар Перез · Гонзало Мартинез · Мајер Кандело · Андрес Москера |

| Хондурас                                                                | 3 : 5    | Перу |
| ----------------------------------------------------------------------- | -------- | --- |
| Рејналдо Клаваскин 32’ · Карлос Павон 67’ (пен.) · Хосе Луис Пинеда 69’ | Извештај | Роберто Олсен 7’ · Хорхе Сото 14’ (пен.) · Хосе дел Солар 50’ · Роберто Паласиос 52’ · Валдир Саенз 87’ |

Утакмица је прекинута после 89' због уласка публике на терен..
| Костарика  | 1 : 2 (п. с. н.) | Тринидад и Тобаго                      |
| ---------- | ---------------- | -------------------------------------- |
| Ванчоп 89’ | Извештај         | Арнолд Дварика 26’ · Мики Тротман 101' |

| Мексико           | 1 : 2 (п. с. н.) | Канада                                   |
| ----------------- | ---------------- | ---------------------------------------- |
| Рамон Рамирез 35’ | Извештај         | Карло Коразин 83’ · Ричард Хејстингс 92' |

### Полуфинале
| Колумбија                                      | 2 : 1    | Перу                 |
| ---------------------------------------------- | -------- | -------------------- |
| Марсиал Салазар 39’ (а.г.) · Виктор Бониља 53’ | Извештај | Роберто Паласиос 75’ |

| Тринидад и Тобаго | 0 : 1    | Канада          |
| ----------------- | -------- | --------------- |
|                   | Извештај | Марк Вотсон 68’ |

### Финале
| Канада                                       | 2 : 0    | Колумбија |
| -------------------------------------------- | -------- | --------- |
| Џејсон де Вос 45’ · Карло Коразин 68’ (пен.) | Извештај |           |

| Канада | Колумбија |

## Статистика

### Голгетери
4. гола
- Карло Коразин

3. гола
- Карлос Павон

### Достигнућа
| Најбољи играч Крег Форест | Победник Конкакафовог златног купа 2000. Канада 1° титула | Најбољи стрелац Карло Коразин (4. гола) |